# Rindge
Rindge est une ville située dans le comté de Cheshire, dans le New Hampshire. Lors du recensement de 2010, elle comptait 6 014 habitants.